# دوشیزه‌ماهی طلایی
دوشیزه‌ماهی طلایی (نام علمی: Amblyglyphidodon aureus) نام یک گونه از تیره شقایق‌ماهیان است.